# Igeltjärnen (Trönö socken, Hälsingland, 681545-155156)
Igeltjärnen är en sjö i Söderhamns kommun i Hälsingland och ingår i Norralaåns huvudavrinningsområde.